# Ana María Mariani
Ana María Mariani (La Pampa, 28 de febrero de 1950) es una periodista, editora y escritora argentina. Trabajó para las editoriales Gustavo Gilli y Seix Barral en España y de regreso a su país, se desempeñó en el Diario Córdoba (Argentina) y La Voz del Interior, donde forjó su carrera como periodista durante 26 años.
Es reconocida por su trabajo pionero en la investigación sobre violaciones a los derechos humanos como el trabajo esclavo, violencia de género, apropiación de niños y crímenes de lesa humanidad cometidos durante la última dictadura cívico-militar en Argentina. Sobre este último tema, también publicó tres libros. En 2002 ganó el premio Adepa, en la categoría Bien Público. Su trabajo en la cobertura periodística del juicio por delitos de lesa humanidad en el ex-centro clandestino de detención La Perla, fue reconocido por la Legislatura de Córdoba y la Facultad de Ciencias de la Comunicación de la Universidad Nacional de Córdoba.
Actualmente está jubilada pero continúa su carrera como escritora desde su casa en las sierras de Córdoba, con dos proyectos editoriales en marcha.

## Biografía
Ana María Mariani nació el 28 de febrero de 1950, en Santa Rosa, provincia de La Pampa. Su vocación por el periodismo y la escritura la acompañan desde niña, inspirada por su abuelo, también periodista. Por otra parte reconoce la influencia de su padre, docente y militante político, en su inclinación por los temas sociales.
En 1969 se radicó en Mar del Plata, donde estudió la carrera de periodismo. También estudió Letras Modernas en la Universidad Nacional de Córdoba, carrera que no terminó.
Entre sus referentes menciona a sus compañeros de redacción en La Voz del Interior, Enrique Lacolla y Oscar Garat, a las periodistas María Moreno y Leila Guerriero, además de los escritores Gabriel García Márquez, Tomás Eloy Martínez, entre otros.

## Trayectoria
En 1975 se radicó en Barcelona, España. Trabajó en las editoriales Gustavo Gilli y Seix Barral. En España conoció a figuras, como el escritor argentino Ernesto Sábato.
En 1981 regresó a la Argentina y se radicó en Córdoba. En 1983 ingresó al Diario La Voz de la Interior, donde se desempeñó durante 26 años. Comenzó su labor siendo correctora; escribió columnas literarias y críticas de libros. Luego, formó parte del área de redacción donde realizó investigaciones principalmente abocadas a las violaciones a los derechos humanos de niños y adolescentes, violencia de género, maltrato laboral, adopciones ilegales, explotación de extranjeros, judicialización de la pobreza y discriminación.
Los últimos años los dedicó a investigar y escribir sobre delitos de lesa humanidad y las exhumaciones de detenidos-desaparecidos durante la última dictadura cívico-militar, la búsqueda de identidad y las actividades de organismos de derechos humanos como Madres y Abuelas de Plaza de Mayo, Familiares de Detenidos y Desaparecidos por Razones Políticas e H.I.J.O.S.
En el año 2003 realizó, junto a Juan Carlos Simo y Franco Piccato, el especial multimedia “El horror está enterrado en San Vicente”, basado en sus investigaciones sobre exhumaciones de desaparecidos en ese cementerio de la ciudad de Córdoba.
Sus investigaciones sobre las violaciones sistemáticas a los derechos humanos durante la dictadura cívico-militar autodenominada Proceso de Reorganización Nacional la llevaron a publicar tres libros.
En 2008, fue citada como testigo en el juicio por delitos de lesa humanidad contra Luciano Benjamín Menéndez, comandante en jefe del Tercer Cuerpo de Ejército con asiento en Córdoba.
Tras 26 años de trayectoria en el periodismo se jubiló en 2010 pero continúa su carrera como escritora y tiene dos proyectos editoriales en marcha.

## Reconocimiento
Recibió distintos reconocimientos debido a su labor periodística. En 2002 ganó el premio Adepa, en la categoría Bien Público, a raíz de unas notas que realizó sobre el derecho a la identidad. Un año antes ya había recibido una mención de los mismos premios en la categoría Derechos Humanos. En el año 2003 en el marco del concurso “Por la Vida de las Mujeres, Ni una Muerte +” recibió una mención honrosa de la organización Isis Internacional por el informe “Las muertas de Juárez”, un informe publicado con Mariana Winocur en el suplemento Temas de La Voz del Interior.
En 2005 llegó a la final de un concurso, otorgado por la Fundación Nuevo Periodismo Iberoamericano, encabezada por el escritor colombiano Gabriel García Márquez. Esto fue su trabajo multimedia junto a Juan Carlos Simo y Franco Piccato, titulado "El horror está enterrado en San Vicente", basado en investigaciones sobre exhumaciones de desaparecidos del cementerio de la ciudad de Córdoba.
Finalmente, en 2016 recibió el reconocimiento otorgado por la Legislatura de la Provincia de Córdoba a los periodistas, fotógrafos y camarógrafos que cubrieron el juicio por crímenes de lesa humanidad cometidos en ex centro clandestino de detención La Perla, proceso que duró casi cuatro años. La cobertura de la megacausa también fue reconocida por la Facultad de Ciencias de la Comunicación de la Universidad Nacional de Córdoba y Ana Mariani estuvo entre los 60 periodistas y fotógrafos que recibieron un diploma de reconocimiento por parte de la institución académica.

## Publicaciones
- La vida por delante (2006)

- La Perla. Historia y testimonios de un campo de concentración (2012)

- La Cuca (2018)